# Crimson Thunder
Crimson Thunder é o quarto álbum de estúdio da banda sueca HammerFall, lançado em 2002.

## Faixas
| N.º | Título                               | Duração |  |
| 1.  | "Riders of the Storm"                | 4:34    |  |
| 2.  | "Hearts On Fire"                     | 3:51    |  |
| 3.  | "On the Edge of Honour"              | 4:50    |  |
| 4.  | "Crimson Thunder"                    | 5:05    |  |
| 5.  | "Lore of the Arcane"                 | 1:27    |  |
| 6.  | "Trailblazers"                       | 4:39    |  |
| 7.  | "Dreams Come True"                   | 4:03    |  |
| 8.  | "Angel of Mercy" (cover de Chastain) | 5:38    |  |
| 9.  | "The Unforgiving Blade"              | 3:40    |  |
| 10. | "In Memoriam"                        | 4:22    |  |
| 11. | "Hero's Return"                      | 5:23    |  |

| Edição limitada |                                     |         |  |
| N.º             | Título                              | Duração |  |
| 12.             | "Crazy Nights" (cover de Loudness)  | 3:38    |  |
| 13.             | "Detroit Rock City" (cover de Kiss) | 3:53    |  |

| Versão japonesa |                                    |         |  |
| N.º             | Título                             | Duração |  |
| 12.             | "Crazy Nights" (cover de Loudness) | 3:38    |  |
| 13.             | "Renegade" (ao vivo)               |         |  |
| 14.             | "HammerFall" (ao vivo)             |         |  |

## Formação
- Joacim Cans – vocal
- Stefan Elmgren – guitarra
- Oscar Dronjak – guitarra e vocais
- Magnus Rosén – baixo e vocais
- Anders Johansson - bateria

## Desempenho nas paradas
| Parada musical (2002)                 | Melhor posição |
| ------------------------------------- | -------------- |
| Áustria (Ö3 Austria Top 40)           | 65             |
| França (SNEP)                         | 134            |
| Alemanha (Offizielle Deutsche Charts) | 13             |
| Suécia (Sverigetopplistan)            | 3              |
| Suíça (Schweizer Hitparade)           | 83             |